# Церковь Николая Чудотворца (Бутурлино)
Церковь Николая Чудотворца — приходской православный храм в деревне Бутурлино Серпуховского района Московской области, построенный в 1739 году. Относится к Серпуховскому благочинию Подольской епархии Русской православной церкви. Здание храма является объектом культурного наследия и находится под охраной государства.

## История строительства храма

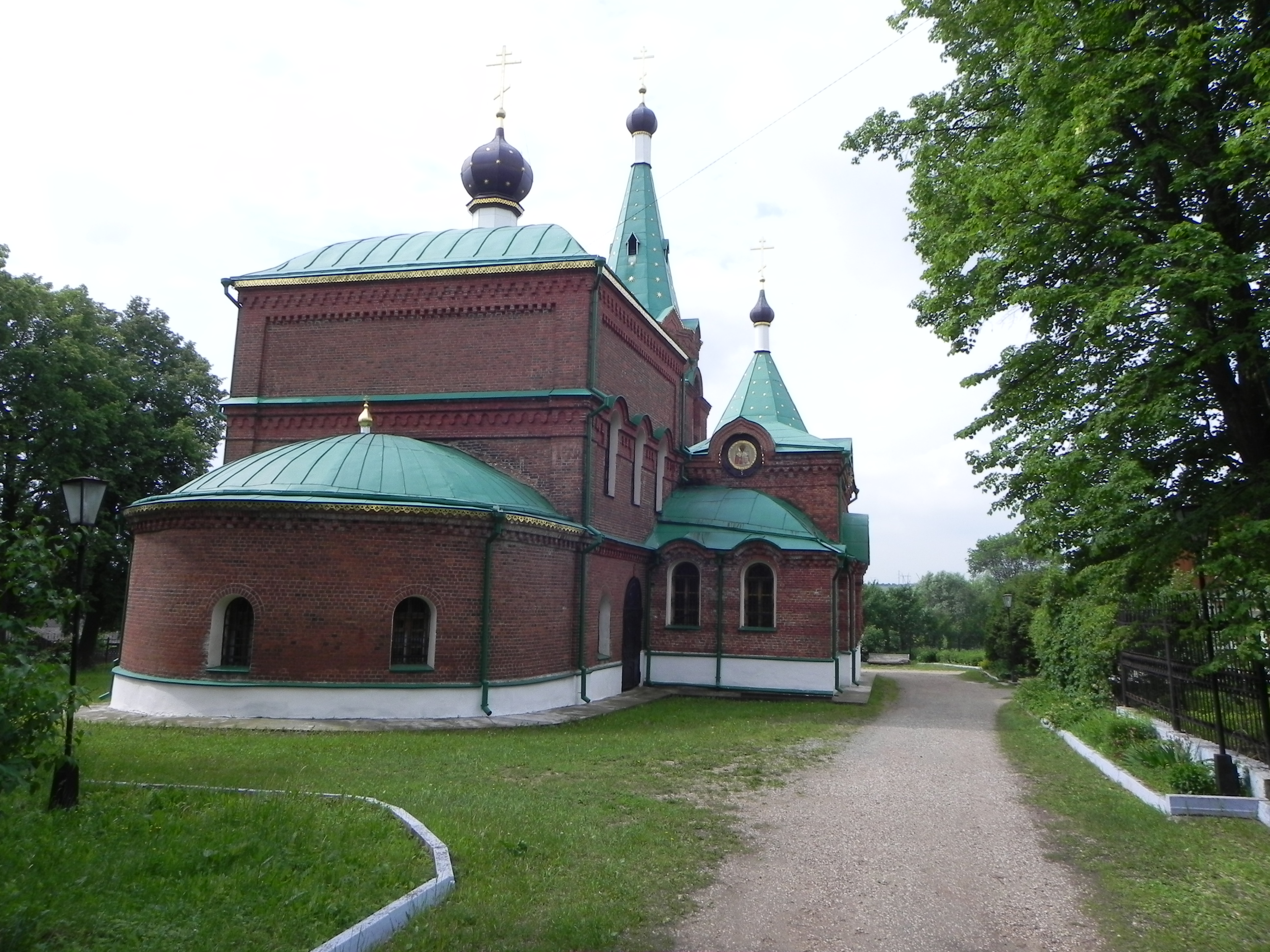
Восточный фасад храма

Село Бутурлино являлось владением серпуховского Высоцкого монастыря. Упоминания о церкви святителя Николая Чудотворца встречаются в описи Окологородного стана Серпуховского уезда от 1552 года. В 1627 году имеются архивные записи подтверждающие наличие бутурлинского храма, который был «древяной клетцки»; а церковная утварь и украшение были пожертвованы частично монастырём, а частью приходскими людьми.
Во второй четверти XVIII века в Бутурлино была возведена существующая каменная Никольская церковь с правым тёплым приделом во имя Казанской иконы Божьей Матери, освящение которого состоялось в 1723 году. В 1739 году был освящен и основной храм. Храмоздателями были люди неизвестного звания, по имени Исаакий и Мавра. Напоминанием об их участие в строительстве храма долгое время служили икона преподобного Исаакия Далматского и мученицы Мавры в местном ряду иконостаса, позднее находилась в трапезной основного храма, а также имелась запись в синодике 1802 год.
С 1884 по 1887 годы старанием церковного старосты Петра Ивановича Рябова, ветхий придел, трапезная и колокольня были демонтированы и возведены заново; кроме того — пристроен северный придел во имя священномученика Петра Александрийского. Архитектор Митрофан Александрович Арсеньев руководил реконструкцией церкви. В 1876 году в основном здание церкви был восстановлен иконостас «византийского стиля», «в пять поясов», а с 1885 по 1886 годы подобные, трёхъярусные иконостасы были обустроены в новых приделах. Среди храмовых святынь особенно почитались иконы Божией Матери: «Живоносный Источник», Фёдоровская и Владимирская. Каменная сторожка при храме была выстроена в 1911 году.
Центральная часть церкви, постройки XVIII века, представляет собою простой четверик, перекрытый сомкнутым сводом. Западный фасад 1880-х годов более живописен по силуэту, образуемому тремя шатрами колокольни и симметричных ей приделов.
Храм был почитаем прихожанами. В 1917 году в приходе храма было зарегистрировано 369 дворов и 1198 жителей. Помимо Бутурлино, сюда относились деревни Борисово, Ивановское, Палихово, Нефёдово, Кончаково, Новосёлки, Левашёво и Манишки, а также железнодорожная станция Серпухов. С 1919 года церковным старостой был Иван Сергеевич Васильев (1869—1932), который в 1929 году подвергся репрессиям и был выслан в Казахстан, ныне канонизирован как исповедник.
В 1930-е годы церковь в Бутурлино была закрыта и разорена.

## Современное состояние
В 1992 году здание храма было передано общине. Началась реконструкция и строительные работы. В 2000-е годы храм был вновь росписан. 29 ноября 2014 года, по благословению митрополита Крутицкого и Коломенского Ювеналия, архиепископ Можайский Григорий совершил великое освящение Никольского храма. В настоящее время в церкви ведутся богослужения, проводятся молебны и панихиды. При храме работает воскресная школа для детей, осуществляет свою работу Служба приходского консультрования.
Никольский храм является памятником архитектуры регионального значения на основании постановления Правительства Московской области «Об утверждении списка памятников истории и культуры» № 84/9 от 15.03.2002 года.